# Kabinet-Gouin
Frankrijk heeft in 1946 één kabinet-Gouin gekend. Het was een van de vier Voorlopige Regeringen van de Franse Republiek (1944-1947).

## Kabinet-Gouin (26 januari-24 juni1946)
- Félix Gouin (SFIO)- Voorzitter van de Voorlopige Regering
- Francisque Gay (MRP) - Vicevoorzitter van de Voorlopige Regering
- Maurice Thorez (PCF) - Vicevoorzitter van de Voorlopige Regering
- Georges Bidault (MRP) - Minister van Buitenlandse Zaken
- Edmond Michelet (MRP) - Minister van het Leger
- André Le Troquer (SFIO) - Minister van Binnenlandse Zaken
- André Philip (SFIO) - Minister van Financiën en Economische Zaken
- Marcel Paul (PCF) - Minister van Industriële Productie
- Ambroise Croizat (PCF) - Minister van Arbeid en Sociale Zekerheid
- Pierre-Henri Teitgen (MRP) - Minister van Justitie en Grootzegelbewaarder
- Marcel Edmond Naegelen (SFIO) - Minister van Onderwijs
- Laurent Casanova (PCF) - Minister van Veteranen en Oorlogsslachtoffers
- François Tanguy-Prigent (SFIO) - Minister van Landbouw
- Henri Longchambon (PRS) - Minister van Bevoorrading
- Marius Moutet (SFIO) - Minister van Franse Overzeese Gebiedsdelen
- Jules Moch (SFIO) - Minister van Openbare Werken en Transport
- Robert Prigent (MRP) - Minister van Volksgezondheid en Bevolking
- François Billoux (PCF) - Minister van Wederopbouw en Stedelijke Planning
- Jean Letourneau (MRP) - Minister van Posterijen, Telegrafie en Telefonie